# Rafik Schami
Rafik Schami (arap. رفيق شامي Damask, 23. lipnja, 1946.) je njemačko-sirijski pisac.
Podrijetlom je iz kršćanske aramejske obitelji i seli za Njemačku 1971. gdje je u gradu Heidelbergu radio po restoranima, građevinama i poduzećima kako bi financirao svoj studij kemije. Stiče zvanje doktora kemije 1979. ali se potpuno posvećuje spisateljstvu 1982. Živi u Kirchheimbolandenu sa svojom suprugom Njemicom i sinom. Posjeduje dvojno državljanstvo. Piše na njemačkom jeziku.

## Djela
- Das Schaf im Wolfspelz. ISBN 3-423-11026-0
- Der Fliegenmelker und andere Erzählungen aus Damaskus, ISBN 3-446-19149-6
- Weshalb darf Babs wieder lachen?, 1985.
- Eine Hand voller Sterne, Weinheim, Beltz 1987., ISBN 3-407-80822-4
- Erzähler der Nacht, ISBN 3-407-80978-6
- Der Wunderkasten, ISBN 3-407-80363-X
- Der fliegende Baum, 1991.
- Vom Zauber der Zunge. Reden gegen das Verstummen, ISBN 3-423-12434-2
- Der ehrliche Lügner, ISBN 3-407-78987-4
- Märchen aus Malula, ISBN 3-423-11219-0
- Das ist kein Papagei,  ISBN 3-423-62020-X
- Der brennende Eisberg. Eine Rede, ihre Geschichte und noch mehr, ISBN 3-7294-0204-8
- Reise zwischen Nacht und Morgen, ISBN 3-423-62083-8
- Loblied und andere Olivenkerne, 1996.
- Die Sehnsucht fährt schwarz. Geschichten aus der Fremde, ISBN 3-423-10842-8
- Gesammelte Olivenkerne. Aus dem Tagebuch der Fremde, ISBN 3-423-12771-6
- Milad. Von einem der auszog, um einundzwanzig Tage satt zu werden, ISBN 3-446-19129-1
- Der erste Kuss nach drei Jahren, 1997.
- Der erste Ritt durchs Nadelöhr. Noch mehr Märchen, Fabeln & phantastische Geschichten,  ISBN 3-423-10896-7
- Damals dort und heute hier. Über Fremdsein, ISBN 3-451-04609-1
- Albin und Lila, ISBN 3-314-00988-7
- Der geheime Bericht über den Dichter Goethe. ISBN 3-446-19639-0
- Sieben Doppelgänger, ISBN 3-423-12936-0
- Wie kam die Axt in den Rücken des Zimmermanns. Mörderische Geschichten über Handwerker und andere Dienstleister, ISBN 3-7254-1136-0
- Zeiten des Erzählens. Mit neuen zauberhaften Geschichten, ISBN 3-451-04997-X
- Die Sehnsucht der Schwalbe. Roman, ISBN 3-423-62195-8
- Angst im eigenen Land. Israelische und palästinensische Schriftsteller im Gespräch. Essays, ISBN 3-312-00281-8
- Die Farbe der Worte. Geschichten und Bilder, ISBN 3-89716-364-0
- Mit fremden Augen, ISBN 3-423-13241-8
- Damaskus, der Geschmack einer Stadt, ISBN 3-7254-1236-7
- Wie ich Papa die Angst vor Fremden nahm, 2003., ISBN 3-446-20331-1
- Das grosse Rafik Schami Buch,  ISBN 3-423-62150-8
- Die dunkle Seite der Liebe (hrv. Tamna strana ljubavi), ISBN 3-88698-753-1
- Der Schnabelsteher, ISBN 978-3-89830-949-3
- Damaskus im Herzen und Deutschland im Blick, ISBN 3-446-20732-5
- Der Kameltreiber von Heidelberg. Geschichten für Kinder jeden Alters, ISBN 3-446-20708-2
- Lob der Ehe. Ein weltliterarisches Treuebuch(ISBN 978-3-7175-2103-7)
- Das Geheimnis des Kalligraphen, ISBN 978-3446230514

## Vanjske poveznice
- Službena stranica  Arhivirana inačica izvorne stranice od 21. siječnja 2011. (Wayback Machine)